# Mark Ogilvie-Grant
Charles Randolph Mark Ogilvie-Grant, né le 15 mars 1905 et mort le 13 février 1969, est un diplomate britannique qui fut aussi botaniste et l'un des premiers membres des Bright Young Things. En dépit de sa jeunesse frivole, il devient un héros de la campagne de Grèce de 1940-1941.

## Biographie
Ogilvie-Grant naît en 1905, fils aîné de l'ornithologiste William Robert Ogilvie-Grant et de son épouse Maud Louisa née Pechell, fille de l'amiral Mark Robert Pechell,.

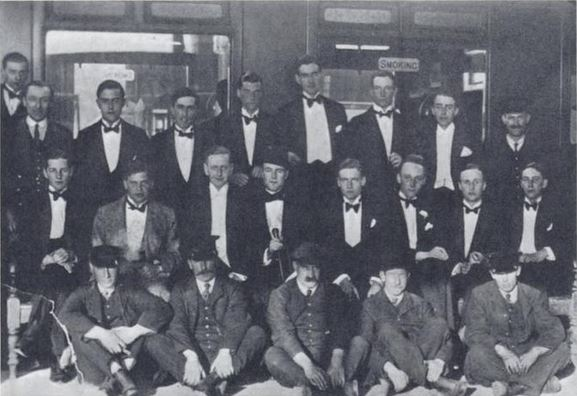
Le Railway Club d'Oxford, imaginé par John Sutro, dont Harold Acton était le pivot. De gauche à droite, au fond : Henry Yorke, Roy Harrod, Henry Weymouth, David Plunket Greene, Harry Stavordale, Brian Howard. Rang du milieu: Michael Rosse, John Sutro, Hugh Lygon, Harold Acton, Bryan Guinness, Patrick Balfour, Mark Ogilvie-Grant, Johnny Drury-Lowe ; devant : les bagagistes.

Il suit ses études à Eton où il rencontre des amis qui le seront toute sa vie, Brian Howard et Robert Byron. Il fait partie avec eux des Bright Young Things. Ensuite il poursuit ses études au Trinity College (Oxford), où il fait partie d'un groupe de jeunes gens hédonistes comprenant Harold Acton, Robert Byron, Henry Vincent Yorke, Henry Thynne (6e marquis de Bath), David Plunket Greene, Brian Howard, John Sutro, Hugh Lygon, Bryan Guinness (2e baron Moyne), Patrick Balfour (3e baron Kinross). Le Railway Club d'Oxford dont Ogilvie-Grant fait partie comprend : Henry Yorke, Roy Harrod, Henry Thynne (6e marquis de Bath), David Plunket Greene, Edward Henry Charles James Fox-Strangways (7e comte d'Ilchester), Brian Howard, Michael Parsons (6e comte de  Rosse), John Sutro, Hugh Lygon, Harold Acton, Bryan Guinness (2e baron Moyne), Patrick Balfour (3e baron Kinross), John Drury-Lowe. Avec Harold Acton, William Howard (8e comte Wicklow), Hugh Lygon et Robert Byron, Ogilvie-Grant fait partie du cercle d'Oxford qui appartient au Hypocrites' Club. Il est membre de la « Georgeoisie » avec Alan Pryce-Jones, groupe d'étudiants qui dînaient le soir au restaurant George. Il est diplômé en 1929 avec un Bachelor of Arts (B.A.).
C'est un cousin de Nina Studley-Herbert (12e comtesse de Seafield) qui fait aussi partie des Bright Young Things, et qui est la fille unique de son oncle, James Ogilvie-Grant (11e comte de  Seafield). C'est pour cette raison que Cullen Castle, dans le Banffshire, demeure de Nina Seafield, devient l'un des séjours préférés des Bright Young Things. Nancy Mitford les rejoint souvent ainsi que Hamish St. Clair-Erskine. Il était confident et très ami de Nancy Mitford et était fréquemment invité dans la maison de famille des Mitford à Swinbrook. Il a servi de modèle au personnage  de Sir Ivor King dans le roman de 1940 Pigeon Pie,. Il illustra les livres de Nancy Mitford, Christmas Pudding et Highland Fling,. Il fit aussi le portrait de Brian Howard qui paraît dans Cherwell en 1927.
Mark Ogilvie-Grant est attaché honoraire à Athènes entre 1927 et 1929 de même qu'Alastair Hugh Graham, avec qui il avait une liaison,, et ils habitaient ensemble. L'hiver 1926-1927, Evelyn Waugh vint les voir (il était ami intime de Graham depuis Eton) et se sentit « dégoûté du genre de vie qu'ils menaient en Grèce. ». En 1929, Ogilvie-Grant est transféré au Caire, avec Graham et Vivian Cornelius,, Waugh et sa femme Evelyn Gardner habitèrent deux jours chez Graham et Ogilvie-Grant, et, cette fois-ci, Waugh « s'amusa beaucoup », mais sa femme n'était pas à l'aise.
Ogilvie-Grant rencontre au Caire Wilhelmine Cresswell qui y habitait avec son beau-père, Sir Peter Strickland, officier général commandant. Quand elle épousa Roy Harrod, Ogilvie-Grant devint un ami proche de la famille Harrod et fut le parrain de baptême du fils aîné, Henry Mark Harrod. En 1933, Patrick Leigh Fermor fit un voyage à pied de  Londres à  Constantinople, il portait avec lui le sac à dos d'Ogilvie-Grant dont il s'était servi lorsqu'il était parti visiter le Mont Athos avec David Talbot Rice et Robert Byron, dont Byron fit le récit dans The Station (1928). Pour Fermor, ce sac à dos, qui « s'était fané et décoloré sous le soleil macédonien », était une véritable relique  « bourrée de mana ».
Mark Ogilvie-Grant est aussi botaniste et en 1940 il contribue à un essai, Plants and Western Crete pour New Flora and Silva d'Evan Hillhouse Methven Cox. Son amour des plantes est sans doute hérité de son père qui avait travaillé au département de botanique du Natural History Museum.
Pendant la Seconde Guerre mondiale, Mark Ogilvie-Grant est capitaine dans les Scots Guards et il est recruté par le brigadier Dudley Clarke au quartier général de "A" Force, département du renseignement britannique au Caire en mars  1941,. Après avoir quitté la "A" Force, il est secrètement infiltré en Grèce occupée,. Il est sorti de Grèce par bateau puis il y retourne en sous-marin en septembre 1941. Il vit avec deux cents évadés dans les Taygetos, dans des conditions de semi-famine en essayant de s'échapper par les montagnes, marchant de jour sous l'ardent soleil de Grèce et de nuit dans le gel. Vers 1943, il est fait  prisonnier par les Allemands dans un camp en Autriche, et s'échappe à nouveau. Il est de nouveau capturé au bout de trois semaines et déporté dans un camp de prisonniers en Allemagne. De 1947 à 1969, il travaille pour le département d'information de l'ambassade de Grèce à Londres.
En 1959, John Murray distribue en Grande-Bretagne le livre d'Helani Vlachos Mosaic, traduit en anglais par Mark Ogilvie-Grant.
Il vit ses dernières années au 71 Kew Green, à Kew, endroit qu'il appelait Vocal Lodge, et où il invitait souvent Nancy Mitford et où elle travailla au manuscrit de la comédie d'Ealing, Kind Hearts and Coronets.
Mark Ogilvie-Grant meurt le 13 février 1969.